# キャッツ & ドッグス 地球最大の肉球大戦争
『キャッツ & ドッグス 地球最大の肉球大戦争』（キャッツ・アンド・ドッグス ちきゅうさいだいのにくきゅうだいせんそう、原題: Cats & Dogs: The Revenge of Kitty Galore）は、2010年のアメリカ/オーストラリア映画。
本作の前に「ルーニー・テューンズ“コヨーテ 決死のバンジー”」（3D制作、約3分）が同時上映された。

## 概要
黎明期にあるデジタル3D映像で制作され、動物を主体としたデジタル3Dによる実写映画の趨りとなった。2001年の映画『キャッツ & ドッグス』の続編ではあるが、犬と猫の対立や犬側の秘密組織など限られた世界観のみ踏襲している（前作では主人公で新米スパイだったが今作では長官職に出世しているルー等、前作の登場人物の犬猫も続投している）。前作に引き続き、動物（アニマルアクター）の表情や動きについてはVFX（3DCG）やパペットを多用し実現している。
日本版パンフレット（松竹編集・発行）にも記述されているが、本作は至るシーンで複数のアメリカ映画作品のパロディをふんだんに演出面に採り入れている。前作の極悪役で犬の刑務所に収監されている猫のMr.ティンクルズを羊たちの沈黙のハンニバル・レクターに見せかけたり、ターミネーターやマトリックスを彷彿とさせる1シーンもある。さらにオリジナル（英語）のタブ・レーゼンビー役に3代目ジェームズ・ボンドを演じたロジャー・ムーアや主題歌にシャーリー・バッシーの起用、ドッグ秘密組織の作戦指令関係の道具、サウンドトラック、ストーリー全体に亘って、スパイ映画の007シリーズやミッション:インポッシブル（スパイ大作戦・新スパイ大作戦）へのオマージュが色濃く見受けられる。
制作費用は多数の犬猫をアニマルアクターとして出演させたり、3D映像の加工制作などで85分の時間尺に対して85万米ドルと大きく嵩み、興行成績はアメリカ・日本などでは振るわなかったが、オーストラリアやヨーロッパなどでは一定の成績を収めた。

## 日本での公開
日本の劇場公開においては、ワーナー・マイカル・シネマズ（現・イオンシネマ）・109シネマズ（主にRealD方式）丸の内ルーブル（松竹東急系のチェーンマスター: XpanD方式）を中心に、デジタル3D版の上映が主体であった。

### 関係イベント
プレス向けの公開前試写会は2010年8月18日に都内で「肉球応援団結成イベント試写会」として行われた。肉球応援団のプロデューサーにタレント犬のカイくんが任命され、応援団メンバーとして本編にちなんだ犬猫（実物）とMr.ティンクルズ（パペット）、ゲストに小倉優子とガッツ石松が出演した。この時、カイくんの仔どもが初披露されている。
公開終了後、ビデオソフト発売記念試写会とトークショーが2010年12月1日に都内で催された。ゲストは矢口真里と猫ひろし。

## ストーリー
ずっと昔から、宿敵のライバルである犬と猫は人間の知らない所で密かに過激な戦いを繰り広げてきた。
ネコのスパイ組織「ニ・ヤ・オ（MEOW 日本版：ニンゲンのヤサシイオトモダチの略）」でエリートエージェントとして活躍していたキティ・ガロアは、仲間のポウズや運び屋のハトとキャリコらを利用して、産業スパイで手に入れた高度な情報技術を転用した秘密兵器を完成させ、宿敵の犬たちを降伏させるだけでなく、かつてのネコ仲間までも配下に置き世界征服を企むべく執念を燃やしていた。
イヌ系のスパイ組織「ドッグ秘密基地（DOG Headquarter）」ではキティが猫族に向けて発信した声明動画をキャッチ。前作のルーキーから組織の首領に大躍進した ルーは、ブッチに突進ばかりして警察犬失格の烙印を押されて檻に入れられたばかりのディッグスをスカウトさせてコンビを組むことを任命させる。そしてキティと接触があるとするハトのシェイマスを探し出すべく深夜のコイトタワーへ向かうが、同じ相手を狙う秘密兵器の首輪を付けたニ・ヤ・オのスーパー・エージェントのキャサリンと出くわす。身から出た錆であるキティの反乱を阻止する為に行動していたのだ。
シェイマスはキティについて知らないとはぐらかすが、キティの凶行まで13時間を切った時、イヌとニヤオの管轄の線引きで揉めるディッグスとブッチの間に入ったタブの発案で、犬とネコは史上初のタッグを組むことになった。犬側の非公式エージェントに任命されたシェイマスの咄嗟の一言でキティへの足がかりをつかむことになり、掃討戦に取りかかる。

## キャスト
- シェーン・ブランソン： クリス・オドネル（茶花健太） - サンフランシスコ市警察の刑事（巡査）、ディッグスの職務上のパートナー。
- フリードリッヒ： フレッド・アーミセン（落合弘治） - ドイツ北部の人工衛星基地に勤める所員。子犬に変装したキティに機密情報流出の隙を与えてしまう。
- クレイジー・カーリト： ポール・ロドリゲス（英語版） （町田政則） - 中古車店のオーナー。序盤で自分の店に人質を入れ、爆破装置を付けて発狂するが…
- 魔術師(magician)チャック：ジャック・マクブレイヤー（小川剛生） - プレイランド（遊園地）内に駐めたトレーラーに居住する手品師。キティの新しい飼い主で溺愛しているが…。

### 動物（声の出演）
前作で登場した動物は日本語版では、キャリコを除き全て変更されている。
- 犬
  - ディッグス： ジェームズ・マースデン（浪川大輔） - 新米ドッグエージェント、ジャーマンシェパード
  - ブッチ： ニック・ノルティ（玄田哲章） - ドッグ特別捜査官
  - ピーク： ジョー・パントリアーノ（高木渉）
  - サム： マイケル・クラーク・ダンカン（島香裕）
  - ルー： ニール・パトリック・ハリス（子安武人） - ドッグ秘密基地の長官、ビーグル

- 猫
  - キャサリン： クリスティナ・アップルゲイト（小島幸子） - ニ・ヤ・オ スーパーエージェント
  - キティ・ガロア： ベット・ミドラー（勝生真沙子） - ネコ系地下組織の犬世界制圧の首謀者、元ニ・ヤ・オ ナンバー1エージェント
  - ポウズ：フィル・ラマール - キティの手下
  - キャリコ：ウォーレス・ショーン（岩崎ひろし）- Mr.ティンクルズの元手下
  - Mr.ティンクルズ / キャリコ： ショーン・ヘイズ（岩崎ひろし） - 旧アルカトラズ刑務所内にあるドッグ管轄の刑務所に凶悪犯として収監中。
  - マクドゥーガル兄弟 - スコットランド最凶の暗殺者ネコ
    - アンガス・マクドゥーガル：マイケル・ビーティ（英語版）（高木渉）
    - ダンカン・マクドゥーガル：ジェフ・ベネット

  - タブ・レーゼンビー： ロジャー・ムーア（内海賢二） - ニ・ヤ・オ リーダー
- 鳩
  - シェイマス： カット・ウィリアムズ（落合弘治） - ドッグ秘密基地の非公式エージェント

## 主な挿入曲
- ゲット・ザ・パーティー・スターテッド（シャーリー・バッシー）
- アイ・オブ・ザ・タイガー（スペクタキュラー・キャスト）
- ゲット・トゥゲザー（ヤングブラッズ）
- ワイルドでいこう!（ザ・ディーコンプレッサーズ）
- 仲間よ目をさませ!（ショーン・キングストン&ジャスミン・V）

## ビデオグラム
ワーナー・ホーム・ビデオより発売（日本版：2010年12月8日 北米市場：2010年11月16日）。日本では2011年1月31日までのセル・レンタル売上収益の一部を日本盲導犬協会へ寄付するチャリティキャンペーンが行われた。
特典映像として「ルーニー・テューンズ“コヨーテ 決死のバンジー”」本編、Yogi Bear予告編、BDのみワンニャン座談会（メイキングダイジェスト）と「ワンニャン・バトル（犬猫が出演するルーニー・チューンズ・ハンナ・バーベラ作品の選り抜き）」を収録。

## 備考
本作の主題歌「Get The Party Started」（歌：シャーリー・バッシー）は、2015年4月より日本でホンダ･ステップワゴンSPADAのCFのBGMとして使われている。